# 惠特巴辛 (蒙大拿州)
惠特巴辛（英語：Wheat Basin）是位於美國蒙大拿州斯蒂爾沃特縣的鬼鎮。

## 歷史
惠特巴辛的郵局於1918年設立，其後於1936年停運。

## 地理
惠特巴辛所處的海拔為高於海平面1203米（即3947英呎），而該地所採用的時區為UTC-7，即北美山地時區（MST）。同時該地設有夏令時間，為UTC-7調快一小時，即UTC-6（MDT）。